# Stiege
Stiege là một đô thị thuộc huyện Harz, bang Sachsen-Anhalt, Đức. Đô thị Stiege có diện tích 31,74 km², dân số thời điểm ngày 31 tháng 12 năm 2006 là 1170 người.